# تپه شهر سوخته ۲۰۹
تپه شهر سوخته ۲۰۹ مربوط به هزاره سوم قبل از میلاد است و در شهرستان زابل، بخش شیب آب، دهستان لوتک، روستای حومه شهر سوخته، ۱۱/۵ک متری جنوب غربی پایگاه باستان‌شناسی شهر سوخته واقع شده و این اثر در تاریخ ۱۵ اسفند ۱۳۸۵ با شمارهٔ ثبت ۱۷۹۴۶ به‌عنوان یکی از آثار ملی ایران به ثبت رسیده است.